# Мирослав Тихи
Мирослав Тихи (чеш. Miroslav Tichý изговор: Мирослав Ћихи * 20. новембар 1926. у Њетчице, Моравска; † 12. април 2011. у Кијову) био је чешки фотограф и сликар.

## Биографија
Тихи је посећивао у позним 1940-им годинама Уметничку академију у Прагу и важио је као цењени сликар и цртач. После преузимања власти од стране комуниста променио се његов живот и он као противник режима комуниста провео је неко време у затворима и проемнио је своје навике није водио рачуна о хигијени, облачио и понашао се као бескућник пио је и није се прао и после напуштања свога атељеа остала му је само фотографија. Израдио је сам фотографски апарат од старих сочива за наочаре, или је секао сочива од плексигласа куповао је 60 мм филм и секо га је на пола да би уштедео апарате је правио од конзерви или папира и лепио их са жвакаћом гумом или тером, док је окидаче правио од гумених трака.
Са овим камерама он је радио своје слике и то су биле обично жене на плажама. Слике је лепио на картон и осликавао их фломастерима и правио шатене оквире. Тако су настајали уникати који су имали вредност 12.000 евра и били излагани на изложбама у Њујорку, Берлину и Цириху.

## Рееференце
1. ↑  Kultfotograf Miroslav Tichy gestorben, News, ORF.at vom 13. Аpril 2011. Abgerufen am 13. April 2011.
2. ↑  Hálková, Jarka (21. 7. 2006). „Miroslav Tichý: A voyeur with a home-made camera”. Radio Prague.
3. ↑  ASX, Editorial @ (2010-04-02). „Miroslav Tichý - Tarzan Retired”. AMERICAN SUBURB X (на језику: енглески). Приступљено 2021-01-26.
4. ↑  „Miroslav Tichy: A voyeur with a home-made camera”. Radio Prague International (на језику: енглески). 2006-07-21. Приступљено 2021-01-26.